# 三井理峯
三井 理峯（みつい りほう、1911年（明治44年）5月27日 - 2002年（平成14年）7月14日）は、東京府北豊島郡（現:東京都豊島区）出身の教育者、政治活動家。
戸籍名は成澤芳子（なるさわ よしこ）であることが確認されている。

## 経歴
- 高等小学校卒業後、陸軍指定工場で働きつつ専門学校入学者検定（略称:専検）に合格。東京府女子師範学校（現:東京学芸大学）に進学し、本科卒業。更に同学専攻科修了。その後地方公務員である公立小学校教諭として東京都台東区立小学校教諭となる。
- 定年退職後、埼玉県鳩ヶ谷市（現:川口市）に移住。1989年から1994年にかけて旺盛な選挙闘争を敢行。
- その後長期に亙る闘病生活の末、2002年に死去していたことが、大川興業総裁大川豊ら選挙マニアによる調査で判明した。

## 政歴
- 1989年7月　第15回参議院議員通常選挙（東京都選挙区）　無所属　2109票（43名中27位）　落選　供託金没収
- 1990年2月　第39回衆議院議員総選挙（東京都第3区）　無所属　674票（12名中9位）　落選　供託金没収
- 1990年9月　鳩ヶ谷市長選挙　無所属　82票（5名中5位）　落選　供託金没収
- 1991年4月　東京都知事選挙（統一地方選挙時）　 無所属　829票（16名中14位） 落選　供託金没収
- 1992年7月　第16回参議院議員通常選挙（東京都選挙区）　無所属　1615票（52名中35位）　落選　供託金没収
- 1994年11月　鳩ヶ谷市議会議員選挙　無所属　35票（30名中30位）　落選　供託金没収

本人の訴えによると、立候補の動きは上記のみに留まらず、告示日に都庁に出向いたところ警備員によって追い払われたり、選挙管理委員会の窓口で願書の受理を拒否されるような仕打ちも受けたという。

## 著書
- 『我は平民』（一）（刊行年次不明）
- 『我は平民』（二）（刊行年次不明）
- 『我は平民』（三）（第三巻は未刊で、1991年時点で刊行予定）

既刊分については東京都港区虎ノ門の株式会社オカモトヤ扱いで1990年夏頃に自費出版した。これらは国立国会図書館、自費出版図書館、ドイツ-日本研究所図書室（新宿区四谷）、鳩ヶ谷市立図書館等にも架蔵されていないが、1991年都知事選時の政見放送では自ら同著を手にとって朗読し、ドイツ大使館に寄贈したと明言もしているので、実在が裏付けられている。
埼玉県立久喜図書館の2013年9月の調査によると「三井理峯氏の『我は平民』の所蔵館を見つけることはできなかった」「三井理峯氏の他の著書についても、具体的な書名および所蔵は確認できなかった」「未解決」という。
同著は、三井と同居していた親族も既に所有していないと証言した。

## 三井理峯という名前
1991年の都知事選選挙公報の末尾には「戸籍名 成澤芳子」と記されている。
1992年参院選出馬時の選挙公報では、戸籍名が「三井理峯」に変更されたと主張している。この選挙公報には、「家裁「氏」「名」変更理由判例となる」という手書き・縦書きの文の後、判決文の体裁をとった改名の経緯についての活字・横書きの文書が掲載されている。
この文書では、各種の記録と小林赫子調査官の調査報告から、以下の事実を認定するとしている。
- 「三井理峯」という通名は第二次世界大戦以前から用いているもので、「三井」は父方の先祖の二百年前の姓を再興を期し、また華道では「理芳」、茶道においては「芳峯」の号を与えられていたため、双方から一字ずつ取り「理峯」と称した。
- 「成澤」姓は、徳川時代末期に父方の家の養子となり跡を継いだ「太蔵」という人物の旧姓であり、父方がその後いつの間にか「三井」姓に代わって「成澤」姓を称するようになったものであるという。

現在まで、小林調査官が実在の人物であるか、実際の家庭裁判所の判決文であるのかということについての検証は行われていない。なお、『インディーズ候補列伝』（大川豊）では「選挙管理委員会の事務局員が、三井さんは改名が認められたそうです」と伝聞調で語っている。
戒名は「凌雲理峯信女」であり、「理峯」の名がそのまま入っている。

## 人物
- 判読困難な選挙公報（本人による手書き）[5]や、比較的早口である上に度々入れ歯が外れる事による極めて聞き取りにくい政見放送などが注目され、泡沫候補の中でも知名度は高い方である。初立候補となった1989年7月の第15回参議院議員通常選挙（東京都選挙区）時の政見放送は、何を話しているのか全く聞き取れない状況であり、放送を見た小林よしのりは『ゴーマニズム宣言』の中でその様子を「（老人だから）福祉のことを言っているのだろうか？」と驚きを持って描いている。
- 選挙公報には被害妄想の他、自らの氏名変更についての家庭裁判所の認可理由や、愛読書の書名などが記された。

加えて「不幸な者をなくす為に」というスローガンの下、視覚障害者の医大入学および医師資格取得の実現、公立の料理教室（「にしんを食べると怒らない」を例示している）設立といった政策を墨書している選挙公報もある。
- 政治団体は持たなかった。また選挙カーを用い氏名等を連呼する一般的な街宣活動は行わず、基本的に選挙ポスターも掲示しなかったが、希に、或いは選挙とは無関係に、辻立ちは行っていた模様。
- 1990年の鳩ヶ谷市長選挙でのみ、わら半紙に墨書したポスターを自宅近くに掲示していた。
- 活動資金は三井本人の蓄えと、三井同様に小学校教諭だった実妹の年金から捻出していた[4]。
- 永らく豊島区で生活していたが、何らかの事情により本人の意に沿わぬ形で埼玉県鳩ヶ谷市（現在の川口市）に転宅させられ、市内の自宅兼アパートで親族と同居するに至った。1992年の参議院議員選挙時の本人の政見放送経歴によれば「豊島区から、脅迫・不当移転のため、天理教政宗一致、鳩ヶ谷市居住」であったという。また同政見の冒頭にて自ら「悲願の畏敬せる学者のご住所に本籍を移しました」と述べているが、その学者や具体的な場所など詳細は不明である。
- 同居の親族の中に市議会議員補欠選挙で当選し1期務めた人物がいる[4]。

## 公約・主張
- 89年参院選
  - 低開発国援助の大金の禁止
  - 消費税は国民をいけにえにした
  - 視覚障がい者の医大入学
  - 沖縄特別自治区の創設
- 90年鳩ヶ谷市長選挙
  - ブロック塀廃止。茶樹の生け垣にする。
- 91年都知事選
  - 国歌を都で制定、実施
  - 夏休みの学習の禁止
  - 留年制度の改革（フランスの制度を参考にする）
  - 公立料理教室の創設
  - 重度心身障害児への特殊乳児食の提供
- 92年参院選
  - 首府東京の憲法創制と国旗の公募
  - 同時通訳学部の設置（欧米語：各女子大学、アジア語：警察大学校）
  - 生命保険の加入制度の見直し
  - 各市区町村単位で公費で無料の高齢者・重度障害者施設の国の法令に基づいた運営
  - 公選による行政の長との面接機会を設ける（月1回・自由順番制）

## 三井理峯を取り上げた書籍
- 『早稲田乞食』（早稲田大学の学内ミニコミ誌で、早稲田大学内で販売。また早稲田・高田馬場界隈の書店で一般にも販売）

1992年頃、記者が鳩ヶ谷市内の三井宅を訪問。家族に応対されるもあまり語りたがらない様子で、本人にも会えずに終わった。
- 小林よしのり『ゴーマニズム宣言』 2巻、扶桑社、1993年、122頁。

1993年の「新党ブーム」を受け、三井を党首とする「理峯新党」の結成を訴える。
- 根本敬・村崎百郎　『電波系』　太田出版　1996年　ISBN 4872333055
- 大川豊　『誰が新井将敬を殺したか』　太田出版  1998年 ISBN 4872334108

三井らいわゆる「泡沫候補」を「インディーズ候補」と名付けて注目する。後に大川は三井宅周辺を取材し、三井の消息を近所の住民に尋ねたものの、住民たちは多くを語らなかったという。
- 大川豊　『日本インディーズ候補列伝』(DVD付)　扶桑社　2007年　ISBN 9784594053970

「インディーズ候補」取材の集大成版。三井宅を直撃取材し、三井が他界していたことを明らかにした。
- 木下涼汰 『解・我は平民[6]』　桜町会　2011年

3つの政見放送の全文の収録、朗読分の『我は平民』の解説が掲載されている。

## 註
1. ↑  1994年、東京都品川区にて開館。2009年9月にリニューアル。2014年3月、品川区から中央区日本橋人形町に移転するも、2016年11月休館。その後間もなく閉館となり、蔵書検索等はできなくなっている。
2. ↑  原稿用紙に書き起こしたものを読んだこともある。
3. ↑  三井理峯氏の『我は平民』を所蔵しているところがあるか知りたい。また、三井理峯氏の他の著書があれば教えてほしい。国立国会図書館レファレンス共同データベース　埼玉県立久喜図書館は調査において本稿を参照している（2015年1月30日最終確認。その後本稿は改訂されている）。
4. 1 2 3  大川豊『日本インディーズ候補列伝』
5. ↑  1989年の第15回参議院議員通常選挙時のように、活字の場合もあった。
6. ↑  所蔵は国立国会図書館のみであるという（三井理峯氏の『我は平民』を所蔵しているところがあるか知りたい。また、三井理峯氏の他の著書があれば教えてほしい。（国立国会図書館レファレンス共同データベース）参照）